# Umile da Messina

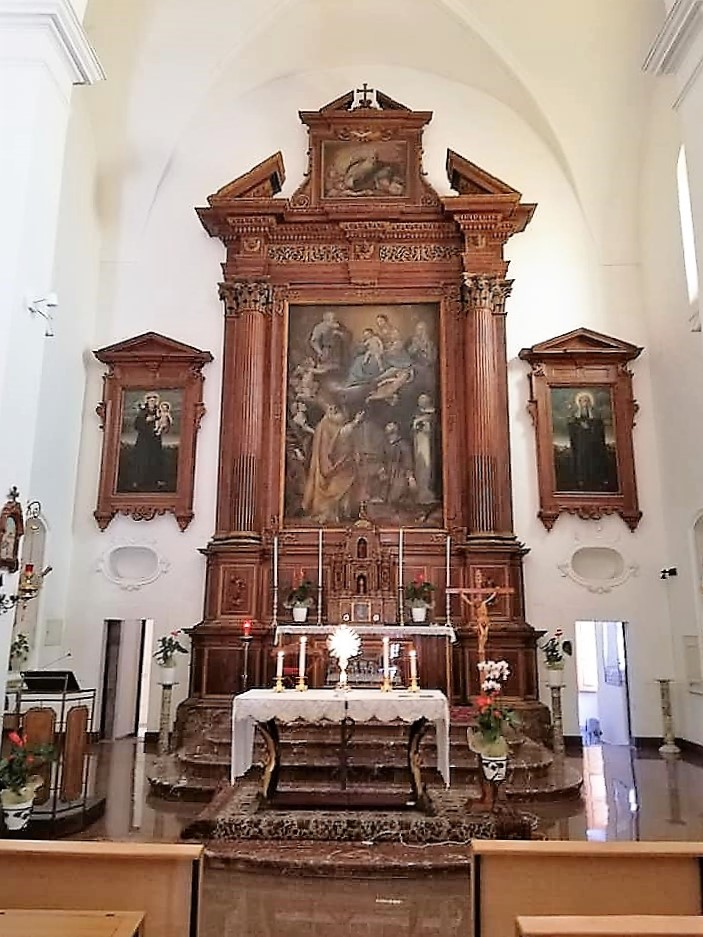
Immacolata Concezione tra Santi, chiesa di Sant'Antonio di Padova di Taormina.

Jacopo Imperatrice meglio noto come frate Umile da Messina (Messina, 1592 – 1681) è stato un pittore italiano.

## Biografia
Allievo di Alonzo Rodriguez, entro nell'ordine dei cappuccini e lavorò prevalentemente per l'ordine nella provincia di Messina. La sua opera fu influenzata dal carattere classicista delle opere del Barbalonga.
Realizzo molte pale di altare su temi cari all'ordine (L'Immacolata, La Vergine tra santi) per le chiese ed i conventi della provincia cappuccina messinese. Sue opere si trovano a Alcara li Fusi, Savoca, Gangi, Adrano, Linguaglossa.

## Opere
- 1646c., Vergine tra Santi, olio su tela raffigurante la Madonna col Bambino Gesù in alto attorniata a destra da Sant'Anna e San Giuseppe a sinistra, nel registro centrale aleggiano due angeli, di cui quello a sinistra offre al Bambino Gesù la città di Taormina, nel registro a inferiore sinistra sono raffigurati Santa Caterina d'Alessandria accanto alla ruota del supplizio, e San Pancrazio, patrono di Taormina, abbigliato con paramenti vescovili, mentre a destra San Francesco d'Assisi genuflesso e San Domenico in piedi. Opera custodita nell'altare maggiore della chiesa di Sant'Antonio di Padova di Taormina.
- 1659, Immacolata Concezione ritratta tra Santi, olio su tela, opera custodita sull'altare maggiore della chiesa dell'Immacolata Concezione di Linguaglossa.
- 1637, Sacra Famiglia, olio su tela, opera custodita nella chiesa di San Francesco d'Assisi del convento dell'Ordine dei frati minori cappuccini di Savoca.